# Rouslan Saleï
Temple de la renommée de l'IIHF : 2014
Temple de la renommée biélorusse : 2012
Rouslan Albertavitch Saleï - en biélorusse : Руслан Альбертавіч Салей et en anglais : Ruslan Salei - (né le 2 novembre 1974 à Minsk, URSS actuelle Biélorussie, mort le 7 septembre 2011 à Iaroslavl en Russie) est un joueur professionnel biélorusse de hockey sur glace.

## Biographie

### Carrière en club
En 1993, il commence sa carrière en Superliga et dans le championnat de Biélorussie avec le Dinamo Minsk. En 1995, il part en Amérique du Nord et joue avec le Thunder de Las Vegas de la Ligue internationale. En 1996, il est choisi au cours du repêchage d'entrée dans la Ligue nationale de hockey par les Mighty Ducks d'Anaheim en première ronde, en 9e position. Il débute alors dans la LNH avec les Mighty Ducks. En 2002-2003, l'équipe s'incline en finale de la Coupe Stanley face aux Devils du New Jersey. Avant le début de la saison 2006-2007, il signe en tant qu'agent libre avec les Panthers de la Floride. Le 26 février 2008, il est échangé à l'Avalanche du Colorado en retour de Kārlis Skrastiņš.
Le 7 septembre 2011, il meurt dans l'accident de l'avion transportant le Lokomotiv Iaroslavl à destination de Minsk en Biélorussie. L'avion de ligne de type Yakovlev Yak-42 s'écrase peu après son décollage de l'aéroport Tounochna de Iaroslavl, faisant 44 morts parmi les 45 occupants,.
En 2014, il est intronisé à titre posthume au Temple de la renommée de l'IIHF.

### Carrière internationale

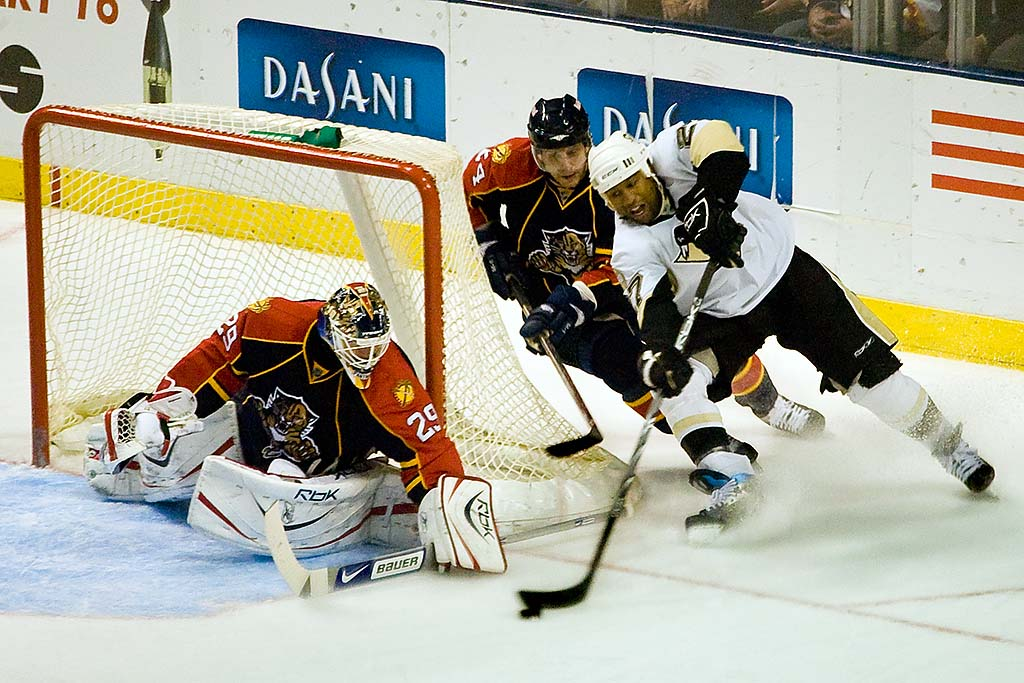
Rouslan Saleï (milieu) derrière Georges Laraque (avec la rondelle), le 8 janvier 2008. Tomáš Vokoun est à la gauche.

Il représente l'équipe nationale de Biélorussie.

## Statistiques
| Saison     | Équipe                     | Ligue      |     | Saison régulière | Saison régulière | Saison régulière | Saison régulière | Saison régulière |   | Séries éliminatoires | Séries éliminatoires | Séries éliminatoires | Séries éliminatoires | Séries éliminatoires |
| Saison     | Équipe                     | Ligue      | PJ  | B                | A                | Pts              | Pun              | PJ               | B | A                    | Pts                  | Pun                  |                      |                      |
| 1992-1993  | Dinamo Minsk               | MHL        | 9   | 1                | 0                | 1                | 10               | -                | - | -                    | -                    | -                    |                      |                      |
| 1993-1994  | Tivali Minsk               | MHL        | 39  | 2                | 3                | 5                | 50               | -                | - | -                    | -                    | -                    |                      |                      |
| 1994-1995  | Tivali Minsk               | MHL        | 51  | 4                | 2                | 6                | 44               | -                | - | -                    | -                    | -                    |                      |                      |
| 1995-1996  | Thunder de Las Vegas       | LIH        | 76  | 7                | 23               | 30               | 123              | 15               | 3 | 7                    | 10                   | 18                   |                      |                      |
| 1996-1997  | Thunder de Las Vegas       | LIH        | 8   | 0                | 2                | 2                | 24               | 3                | 2 | 1                    | 3                    | 6                    |                      |                      |
| 1996-1997  | Bandits de Baltimore       | LAH        | 12  | 1                | 4                | 5                | 12               | -                | - | -                    | -                    | -                    |                      |                      |
| 1996-1997  | Mighty Ducks d'Anaheim     | LNH        | 30  | 0                | 1                | 1                | 37               | -                | - | -                    | -                    | -                    |                      |                      |
| 1997-1998  | Mighty Ducks de Cincinnati | LAH        | 6   | 3                | 6                | 9                | 14               | -                | - | -                    | -                    | -                    |                      |                      |
| 1997-1998  | Mighty Ducks d'Anaheim     | LNH        | 66  | 5                | 10               | 15               | 70               | -                | - | -                    | -                    | -                    |                      |                      |
| 1998-1999  | Mighty Ducks d'Anaheim     | LNH        | 74  | 2                | 14               | 16               | 65               | 3                | 0 | 0                    | 0                    | 4                    |                      |                      |
| 1999-2000  | Mighty Ducks d'Anaheim     | LNH        | 71  | 5                | 5                | 10               | 94               | -                | - | -                    | -                    | -                    |                      |                      |
| 2000-2001  | Mighty Ducks d'Anaheim     | LNH        | 50  | 1                | 5                | 6                | 70               | -                | - | -                    | -                    | -                    |                      |                      |
| 2001-2002  | Mighty Ducks d'Anaheim     | LNH        | 82  | 4                | 7                | 11               | 97               | -                | - | -                    | -                    | -                    |                      |                      |
| 2002-2003  | Mighty Ducks d'Anaheim     | LNH        | 61  | 4                | 8                | 12               | 78               | 21               | 2 | 3                    | 5                    | 26                   |                      |                      |
| 2003-2004  | Mighty Ducks d'Anaheim     | LNH        | 82  | 4                | 11               | 15               | 110              | -                | - | -                    | -                    | -                    |                      |                      |
| 2004-2005  | Ak Bars Kazan              | Superliga  | 35  | 8                | 11               | 19               | 36               | 3                | 0 | 0                    | 0                    | 2                    |                      |                      |
| 2005-2006  | Mighty Ducks d'Anaheim     | LNH        | 78  | 1                | 18               | 19               | 114              | 16               | 3 | 2                    | 5                    | 18                   |                      |                      |
| 2006-2007  | Panthers de la Floride     | LNH        | 82  | 6                | 26               | 32               | 102              | -                | - | -                    | -                    | -                    |                      |                      |
| 2007-2008  | Panthers de la Floride     | LNH        | 65  | 3                | 20               | 23               | 75               | -                | - | -                    | -                    | -                    |                      |                      |
| 2007-2008  | Avalanche du Colorado      | LNH        | 17  | 3                | 4                | 7                | 23               | 10               | 1 | 4                    | 5                    | 4                    |                      |                      |
| 2008-2009  | Avalanche du Colorado      | LNH        | 70  | 4                | 17               | 21               | 72               | -                | - | -                    | -                    | -                    |                      |                      |
| 2009-2010  | Avalanche du Colorado      | LNH        | 14  | 1                | 5                | 6                | 10               | 1                | 0 | 0                    | 0                    | 0                    |                      |                      |
| 2010-2011  | Red Wings de Détroit       | LNH        | 75  | 2                | 8                | 10               | 48               | 11               | 1 | 0                    | 1                    | 0                    |                      |                      |
| 2011-2012  | Lokomotiv Iaroslavl        | KHL        | -   | -                | -                | -                | -                | -                | - | -                    | -                    | -                    |                      |                      |
| Totaux LNH | Totaux LNH                 | Totaux LNH | 917 | 45               | 159              | 204              | 1 065            | 62               | 7 | 9                    | 16                   | 52                   |                      |                      |

## Trophées et honneurs personnels
Championnat de Biélorussie
- 1993-94 : élu dans l'équipe d'étoiles.
- 1994-95 : élu dans l'équipe d'étoiles.

Biélorussie
- 2003 : élu joueur de l'année.
- 2004 : élu joueur de l'année.